# Henhen Herdiana
Henhen Herdiana (sinh Ngày 10 tháng 9 năm 1995) là một cầu thủ bóng đá người Indonesia hiện tại thi đấu cho Persib Bandung ở Liga 1.

## Sự nghiệp
Henhen là cầu thủ bóng đá đến từ Subang, West Java. Anh bắt đầu sự nghiệp trẻ với việc gia nhập trường bóng đá Bareti Ciater. On 2014, Henhen gia nhập Diklat Persib.
Năm 2016, Henhen gia nhập  PON Football Team of West Java, và giành huy chương vàng môn bóng đá tại Pekan Olahraga Nasional 2016 ở West Java.

### Persib Bandung
Anh có màn ra mắt ở Liga 1 ngày 15 tháng 4 năm 2017 trước Arema FC.